# عشرب أرجواني داكن
عشرب أرجواني داكن (الاسم العلمي:Exacum atropurpureum) هو نوع من النباتات يتبع جنس العشرب من الفصيلة الجنطيانية.